# Chapman Square
Chapman Square – debiutancki album studyjny brytyjskiej grupy muzycznej Lawson miał premierę w Irlandii 19 października, natomiast w Wielkiej Brytanii płyta ukazała się trzy dni później. Na krążku znalazły się cztery single: „When She Was Mine”, „Taking Over Me”, „Standing in the Dark” oraz „Learn to Love Again”. Dnia 21 października odbyła się premiera reedycji albumu, która zawiera dwa kolejne single: „Brokenhearted” oraz „Juliet”.

## Informacje
Gitarzysta Joel Peat powiedział o albumie: " Jesteśmy tak podekscytowani, aby wypuścić nasz debiutancki album , który tworzyliśmy w ciągu ostatnich czterech lat, a tytuł albumu jest dla nas wyjątkowy, ponieważ jest to pierwsze miejsce, gdzie graliśmy razem w zespole." Lawson wskazywał wiele inspiracji dla swojego debiutanckiego albumu, w tym Johna Mayera i The Wanted. Lista utworów z albumu została potwierdzona przez zespół za pośrednictwem swojej oficjalnej stronie internetowej w dniu 24 września 2012 roku.

## Single
„When She Was Mine” został wydany jako pierwszy singel zespołu w dniu 27 maja 2012 r. docierając do 4 pozycji na UK Singles Chart. Po tym osiągnięciu ,zespół wyruszył w swoją drugą trasę koncertową, w którym odwiedził on miejsca takie jak Glasgow, Sheffield, Nottingham, Londyn i Birmingham. "Taking Over Me" został wydany jako drugi singiel zespołu, w dniu 5 sierpnia 2012 roku. Singel uplasował się jeszcze wyżej niż debiut zespołu, osiągając na tej samej liście 3. miejsce. Trzecim singlem zespołu z płyty został "Standing in the Dark" we wrześniu 2012 roku, zanim stał się dostępny do nabycia 14 października 2012 roku. Singiel zadebiutował na 6 pozycji na UK Singles Chart. "Learn To Love Again" został wydany jako czwarty singel z albumu 1 lutego 2013 r., osiągając 13. miejsce w Wielkiej Brytanii. "Brokenhearted", gdzie gościnnie wystąpił amerykański raper B.o.B, został wydany jako główny singel z drugiej wersji albumu w dniu 7 lipca 2013 roku. Kolejnym singlem promującym nową edycję płyty została piosenka "Juliet". Premiera singla odbyła się 11 października 2013 roku.

## Lista utworów
Standardowa Edycja
| Nr  | Tytuł piosenki         | Autorzy                                                                 | Produkcja                            | Czas |
| --- | ---------------------- | ----------------------------------------------------------------------- | ------------------------------------ | ---- |
| 1.  | "Standing in the Dark" | Andy Brown, Ryan Fletcher, Ki Fitzgerald, Dave Morgan                   | John Shanks, Jeremy Wheatley         | 3:23 |
| 2.  | "Gone"                 | Brown, Shanks                                                           | Shanks, Duck Blackwell, Paddy Dalton | 4:10 |
| 3.  | "Taking Over Me"       | Brown, Shanks                                                           | Shanks                               | 3:10 |
| 4.  | "Everywhere You Go"    | Brown, Ki Fitzgerald, Talay Riley, Chris Young                          | Shanks                               | 3:14 |
| 5.  | "Waterfall"            | Brown, Jez Ashurst, Emma Rohan                                          | Shanks                               | 3:20 |
| 6.  | "When She Was Mine"    | Brown, Fitzgerald, Dalton, Blackwell                                    | Shanks, Blackwell, Dalton            | 3:38 |
| 7.  | "Make It Happen"       | Brown, Ashurst                                                          | Shanks                               | 3:46 |
| 8.  | "Learn to Love Again"  | Brown, Rami Yacoub, Carl Falk, Michael Zitron, Eric Turner, Joakim Berg | Carl Falk, Rami Yacoub               | 3:25 |
| 9.  | "Stolen"               | Brown, Fitzgerald, Dalton, Blackwell                                    | Shanks, Blackwell, Dalton            | 3:55 |
| 10. | "You'll Never Know"    | Brown, Shanks                                                           | Shanks                               | 3:37 |
| 11. | "You Didn't Tell Me"   | Brown, Shanks                                                           | Shanks                               | 3:26 |
| 12. | "The Girl I Knew"      | Brown, Shanks                                                           | Shanks                               | 3:59 |

Deluxe edition bonus tracks
| Nr  | Tytuł piosenki                 | Autorzy                               | Produkcja | Czas |
| --- | ------------------------------ | ------------------------------------- | --------- | ---- |
| 13. | "Anybody Out There"            | Brown                                 | Shanks    | 2:44 |
| 14. | "Who You Gonna Call"           | Brown, Ashurst, Jon McLaughlin        | Shanks    | 3:20 |
| 15. | "Red Sky"                      | Brown, Dalton, Blackwell, Anna Krantz | Shanks    | 3:16 |
| 16. | "Touch"                        | Brown, Shanks                         | Shanks    | 3:37 |
| 17. | "Taking Over Me" (Acoustic)    | Brown, Shanks                         | Shanks    | 3:18 |
| 18. | "When She Was Mine" (Acoustic) | Brown, Fitzgerald, Dalton, Blackwell  | Shanks    | 3:49 |

| Super deluxe edition bonus DVD |
| --- |
| 1. "Video Message from Lawson" - 0:13 2. "LA Studio Footage" - 5:32 3. "When She Was Mine" - 3:47 4. "When She Was Mine (Behind the Scenes)" - 4:12 5. "Taking Over Me" - 3:16 6. "Taking Over Me (Behind the Scenes)" - 6:19 7. "Taking Over Me (Acoustic)" - 3:22 8. "Standing in the Dark" - 3:48 9. "Standing in the Dark (Behind the Scenes)" - 5:25 10. "Standing in the Dark (Acoustic)" - 2:50 11. "Make It Happen (Live at V Festival, 2012)" - 4:06 12. "Moves Like Jagger (Live at V Festival, 2012)" - 4:04 13. "Taking Over Me (Live at V Festival, 2012)" - 3:23 14. "When She Was Mine (Live at V Festival, 2012)" - 5:02 |

### Chapman Square / Chapter II
Standardowa Edycja
| Nr  | Tytuł piosenki              | Autorzy                                                                 | Produkcja                            | Czas |
| --- | --------------------------- | ----------------------------------------------------------------------- | ------------------------------------ | ---- |
| 1.  | "Standing in the Dark"      | Andy Brown, Ryan Fletcher, Ki Fitzgerald, Dave Morgan                   | John Shanks, Jeremy Wheatley         | 3:23 |
| 2.  | "Gone"                      | Brown, Shanks                                                           | Shanks, Duck Blackwell, Paddy Dalton | 4:10 |
| 3.  | "Taking Over Me"            | Brown, Shanks                                                           | Shanks                               | 3:10 |
| 4.  | "Everywhere You Go"         | Brown, Ki Fitzgerald, Talay Riley, Chris Young                          | Shanks                               | 3:14 |
| 5.  | "Waterfall"                 | Brown, Jez Ashurst, Emma Rohan                                          | Shanks                               | 3:20 |
| 6.  | "When She Was Mine"         | Brown, Fitzgerald, Dalton, Blackwell                                    | Shanks, Blackwell, Dalton            | 3:38 |
| 7.  | "Make It Happen"            | Brown, Ashurst                                                          | Shanks                               | 3:46 |
| 8.  | "Learn to Love Again"       | Brown, Rami Yacoub, Carl Falk, Michael Zitron, Eric Turner, Joakim Berg | Carl Falk, Rami Yacoub               | 3:25 |
| 9.  | "Stolen"                    | Brown, Fitzgerald, Dalton, Blackwell                                    | Shanks, Blackwell, Dalton            | 3:55 |
| 10. | "You'll Never Know"         | Brown, Shanks                                                           | Shanks                               | 3:37 |
| 11. | "You Didn't Tell Me"        | Brown, Shanks                                                           | Shanks                               | 3:26 |
| 12. | "The Girl I Knew"           | Brown, Shanks                                                           | Shanks                               | 3:59 |
| 13. | "Brokenhearted" (ft. B.o.B) | Brown, Fitzgerald, Dalton, Blackwell, Bobby Ray Simmons                 | Harry Sommerdahl                     | 3:31 |
| 14. | "Juliet"                    | Brown, Falk, Turner, Zitron                                             | Falk                                 | 3:15 |
| 15. | "Love Locked Out"           | Matt Schwartz, Brown                                                    | Schwartz                             | 3:37 |
| 16. | "Are You Ready?"            | Brown, Fitzgerald, Blackwell, Ed Drewett                                | Blackwell                            | 3:34 |
| 17. | "Back To Life"              | Brown, Fitzgerald, Gary Clark, Sommerdahl                               | Sommerdahl                           | 3:15 |
| 18. | "Parachute"                 | Brown, Falk, Andreas Carlsson, Turner                                   | Falk                                 | 3:05 |

| Deluxe edition bonus tracks |
| --- |
| 19. "Standing in the Dark" (Acoustic) - Andy Brown, Ryan Fletcher, Ki Fitzgerald, Dave Morgan, John Shanks, Jeremy Wheatley 2:24 20. "When She Was Mine" (Acoustic) - Brown, Fitzgerald, Paddy Dalton, Duck Blackwell, Shanks 3:49 21. "Brokenhearted" (Acoustic) - Brown, Fitzgerald, Dalton, Blackwell, Bobby Ray Simmons 3:31 22. "Taking Over Me" (Acoustic) - Brown, Shanks 3:18 23. "Learn to Love Again" (Acoustic) - Brown, Rami Yacoub, Carl Falk, Michael Zitron, Eric Turner, Joakim Berg 3:37 24. "Juliet" (Acoustic) - Brown, Falk, Turner, Zitron 3:51 25. "Stolen" (Acoustic) - Brown, Fitzgerald, Dalton, Blackwell, Shanks 4:02 26. "Everywhere We Go (The Chapman Square Tour Film)" 13:17 |

## Notowania i certyfikaty
| Lista                     | Najwyższa pozycja |
| ------------------------- | ----------------- |
| Irish Albums Chart (IRMA) | 23                |
| Scottish Albums (OCC)     | 4                 |
| UK Albums Chart (OCC)     | 4                 |

| Państwo         | Lista | Certyfikat | Sprzedaż |
| --------------- | ----- | ---------- | -------- |
| Wielka Brytania | BPI   | Złoto      | 100,000+ |

## Data wydania
| Kraj / Region   | Data                 | Wytwórnia                              | Format               |
| --------------- | -------------------- | -------------------------------------- | -------------------- |
| Irlandia        | 19 października 2012 | Polydor Records, Global Talent Records | CD, digital download |
| Wielka Brytania | 22 października 2012 | Polydor Records, Global Talent Records | CD, digital download |
| Malezja         | 5 listopada 2012     | Universal, Geffen Records              | CD, digital download |
| Tajwan          | 16 listopada 2012    | Universal                              | CD, digital download |
| Australia       | 12 kwietnia 2013     | Universal                              | CD, digital download |